# بحر تراقيا

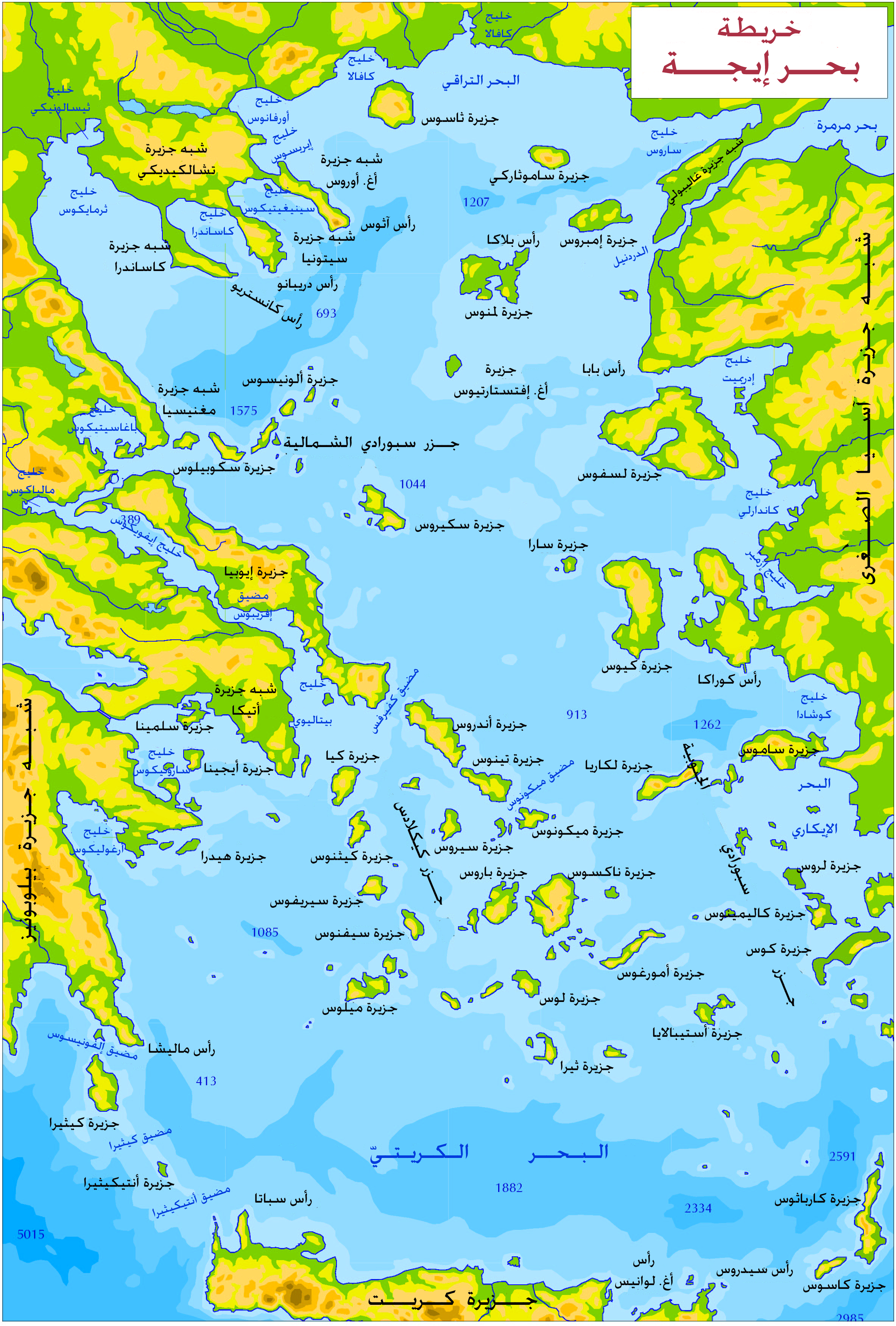
خريطة بحر إيجة، ويظهر بحر تراقيا في أقصى الشمال منه

بحر تراقيا (بالإنجليزية: Thracian Sea)‏ هو جزء من بحر إيجة، يقع في أقصى شماله. تطل على سواحله كل من مقدونيا وتراقيا وشمال غرب تركيا. من أهم جزره ثاسوس وساموثراكي، وهما جزيرتان يونانيّتان.